# Omicron microscopicum
Omicron microscopicum är en stekelart som först beskrevs av Henri Saussure 1853.  Omicron microscopicum ingår i släktet Omicron och familjen Eumenidae. Inga underarter finns listade i Catalogue of Life.